# Souffian El Karouani
Souffian El Karouani (en arabe : سفيان القيرواني), né le 19 octobre 2000 à Bois-le-Duc aux Pays-Bas, est un footballeur international marocain évoluant au poste de latéral gauche au FC Utrecht.

## Biographie

### En club
Souffian El Karouani naît à Bois-le-Duc d'un père marocain et une mère néerlandaise. Il passe sa jeunesse sportive au VV TGG, au FC Den Bosch, au BVV, à Elinkwijk et au NEC Nimègue.

#### Formation au NEC Nimègue
Le 9 août 2019, il commence sa carrière professionnelle en entrant en jeu à la 68ème minute à la place d'Anthony Musaba lors d'un match de championnat face au FC Eindhoven (défaite, 1-2). Le 2 juillet 2020, il signe un contrat d'une saison avec une option d'une saison au NEC Nimègue.
Lors de la saison 2020/21, son entraîneur Rogier Meijer le lance en tant que titulaire dans le poste de latéral gauche. Le 3 octobre 2020, Souffian El Karouani marque son premier but professionnel lors d'une victoire de 6-0 face au FC Eindhoven à domicile. Le 12 février 2021, Souffian El Karouani prolonge son contrat jusqu'en mi-2023. Le 23 mai 2021, il est officiellement promu en Eredivisie grâce à une victoire de 1-2 face au NAC Breda dans les play-offs. Lors de ce match, il délivre une passe décisive sur le but victorieux de Jonathan Okita. Il termine la saison en tant que meilleur passeur décisif de la saison dans l'effectif du NEC Nimègue.
Son premier match de la saison 2021-22 se solde sur une défaite de 5-1 en faveur de l'Ajax Amsterdam. Il reçoit la confiance de son entraîneur Rogier Meijer et commence sa nouvelle saison en tant que titulaire.

#### FC Utrecht (depuis 2023)
Le 25 avril 2023, le FC Utrecht officialise la signature de Souffian El Karouani pour une durée de trois saisons pour un montant libre,. Il continue ainsi sa saison au NEC Nimègue jusqu'en juillet. En juillet, il fait ses premières apparitions à l'entraînement avec le FC Utrecht.

### En équipe nationale

#### Entre le Maroc et les Pays-Bas (2021)
Possédant la double nationalité néerlandaise et marocaine, Souffian El Karouani a l'occasion d'évoluer avec les deux sélections. En août 2021, le latéral gauche explique à la presse néerlandaise d'avoir tranché définitivement en faveur du Maroc, en hommage à son grand père décédé. Le joueur explique également que si l'occasion de jouer avec les Pays-Bas se présenterait, qu'il refuserait tout-de-même la convocation pour une carrière internationale en faveur du Maroc. Il cite également : « Mon père a toujours voulu que je joue pour le Maroc. C'est pour moi un rêve de devenir international et de pouvoir jouer pour le Maroc. »

#### Débuts en équipe du Maroc et qualifications au Mondial 2022
Le 27 août 2021, il figure officiellement dans la liste des convoqués de la liste de l'équipe du Maroc entraînée par Vahid Halilhodžić pour des matchs de qualification à la Coupe du monde 2022. Le 2 septembre 2021, il passe 90 minutes sur le banc de l'équipe du Maroc lors du match face à l'équipe du Soudan au Complexe sportif Moulay-Abdallah (victoire, 2-0). Le deuxième match qui devait se dérouler le 6 septembre face à la Guinée a été annulée et déplacée au début octobre 2021. Sur son poste, Adam Masina est préféré par l'entraîneur et dispute ses matchs en tant que titulaire dans le poste de latéral gauche.
Le 30 septembre 2021, Souffian El Karouani figure pour la deuxième fois sur la liste de Vahid Halilhodžić pour trois rencontres de qualification à la Coupe du monde 2022 : une double confrontation face au Guinée-Bissau et un match face à la Guinée. Le 9 octobre 2021, il dispute son premier match officiel avec l'équipe du Maroc face au Guinée-Bissau en entrant en jeu à la 81ème minute à la place d'Adam Masina (victoire, 0-3). Le 12 octobre 2021, il est pour la première fois titularisé en équipe du Maroc face à l'équipe de Guinée. Il dispute 90 minutes, remporte le match sur le score de 1-4 et se qualifie officiellement dans les barrages de la Coupe du monde 2022.

#### Coupe d'Afrique 2021
Le 23 décembre 2021, il figure officiellement dans la liste des 28 joueurs sélectionnés de Vahid Halilhodžić pour la CAN 2022 au Cameroun. Mis sur le banc lors des trois premiers matchs de poule et les huitièmes de finale, il est testé positif à la COVID-19, à deux jours des quarts de finale contre l'Égypte. Le 30 janvier 2022, le Maroc est éliminé en quarts de finale après une défaite de 2-1 dans les prolongations face à l'Égypte. Cependant, le joueur n'a fait aucune entrée en jeu lors de cette compétition et Adam Masina a principalement occupé le poste de latéral gauche.

## Statistiques

### Statistiques détaillées
| Saison                | Club                  | Championnat           | Championnat | Championnat | Championnat | Coupe(s) nationale(s) | Coupe(s) nationale(s) | Coupe(s) nationale(s) | Compétition(s) continentale(s) | Compétition(s) continentale(s) | Compétition(s) continentale(s) | Compétition(s) continentale(s) | Autres compétitions | Autres compétitions | Autres compétitions | Autres compétitions | Maroc | Maroc | Maroc | Total | Total | Total |
| Saison                | Club                  | Division              | M.          | B.          | P.d.        | M.                    | B.                    | P.d.                  | Comp.                          | M.                             | B.                             | P.d.                           | Comp.               | M.                  | B.                  | P.d.                | M.    | B.    | P.d.  | M.    | B.    | P.d.  |
| 2019-2020             | NEC Nimègue           | Eerste Divisie        | 2           | 0           | 0           | -                     | -                     | -                     | -                              | -                              | -                              | -                              | -                   | -                   | -                   | -                   | -     | -     | -     | 2     | 0     | 0     |
| 2020-2021             | NEC Nimègue           | Eerste Divisie        | 41          | 3           | 6           | 2                     | 0                     | 2                     | -                              | -                              | -                              | -                              | -                   | -                   | -                   | -                   | -     | -     | -     | 43    | 3     | 8     |
| 2021-2022             | NEC Nimègue           | Eredivisie            | 31          | 0           | 1           | 2                     | 0                     | -                     | -                              | -                              | -                              | -                              | -                   | -                   | -                   | -                   | 1     | 0     | 0     | 34    | 0     | 1     |
| Sous-total            | Sous-total            | Sous-total            | 74          | 3           | 7           | 4                     | 0                     | 2                     | -                              | -                              | -                              | -                              | -                   | -                   | -                   | -                   | 1     | 0     | 0     | 79    | 3     | 9     |
| Total sur la carrière | Total sur la carrière | Total sur la carrière | 74          | 3           | 7           | 4                     | 0                     | 2                     | -                              | -                              | -                              | -                              | -                   | -                   | -                   | -                   | 1     | 0     | 0     | 79    | 3     | 9     |

### En sélection marocaine
Le tableau suivant liste les rencontres de l'équipe du Maroc auxquelles Souffian El Karouani a pris part depuis le 9 octobre 2021.

## Palmarès

### Distinctions personnelles
- 2022 : Membre de l'équipe type de l'Eredivisie du mois de mai[14].